# Baltistão

Mapa de Caxemira histórica, com o Baltistão a azul escuro

O Baltistão (em urdu: بلتستان; em balti: སྦལ་ཏི་སྟཱན), também conhecido como Baltiyul e Pequeno Tibete, é uma região extremamente montanhosa do norte de Caxemira, na cordilheira do Caracórum, limitada a norte pelo vale de Shaksgam (sob controlo chinês e reclamado pela Índia), a leste, sul e sudeste pelo Ladaque, a sudoeste pelo vale de Caxemira e a oeste e noroeste por Gilgit. O K2, a segunda montanha mais alta do mundo, situa-se na fronteira entre o Baltistão e o vale de Shaksgam.
A fronteira com a Índia é disputada e a separação entre os territórios sob controlo de cada um dos países é feita pela Linha de Controlo, formalizada no Acordo de Simla que pôs fim à Guerra Indo-Paquistanesa de 1971. Durante essa guerra, uma pequena parte do Baltistão, a região de Turtuk, passou a ser controlada pela Índia.
A altitude média da região é 3 350 metros e a principal cidade é Skardu, situada na confluência dos rios Shigar e Indo. É habitada principalmente por baltis, de religião muçulmana e de origem tibetana.